# Robert Edmund Froude
Pour les articles homonymes, voir Froude.
Robert Edmund Froude (1846  - 1924) est un ingénieur naval britannique, fils de l'ingénieur naval William Froude.

## Biographie
Il énonce en 1889 la théorie de la quantité de mouvement qui porte son nom pour une hélice de bateau. Cette théorie est applicable aux hélices, aux rotors d'hélicoptère, aux hydroliennes et aux éoliennes (elle permet en particulier d'établir la formule de Betz).
Il est l'initiateur des jauges de course mises en application en 1896 et 1901 par la Yacht Racing Association. Ces jauges sont à l'origine de la jauge internationale de 1906.